# Gino Sabatini Odoardi
Gino Sabatini Odoardi (Pescara, 14 luglio 1968) è un artista italiano.
È conosciuto per l’impiego della termoformatura del polistirene nelle arti visive, tecnica che ha contribuito a introdurre nel contesto dell’arte contemporanea.

## Biografia
Gino Sabatini Odoardi è nato a Pescara il 14 luglio 1968.
Dopo il diploma al Liceo Artistico di Pescara, dove ha avuto come docente Ettore Spalletti, prosegue gli studi all'Accademia di Belle Arti dell'Aquila, diplomandosi in Pittura con una tesi sull'estetica del silenzio, seguita dal filosofo Massimo Carboni.
Durante la formazione partecipa a seminari con Fabio Mauri, con cui nel 1997 collabora come performer nell’opera Che cosa è il fascismo alla Kunsthalle di Klagenfurt. È inoltre allievo di Jannis Kounellis nel 1998 durante un laboratorio curato da Sergio Risaliti, e incontra Carmelo Bene nel 1996 presso il Museo Sperimentale d’Arte Contemporanea dell’Aquila.
Nel 1999 si trasferisce a Roma, dove frequenta l’Associazione Culturale “Futuro”, fondata da Ludovico Pratesi e Costantino D’Orazio. Nello stesso anno riceve il premio “Le Prix des Jeunes Créateurs” all’École Nationale Supérieure des Beaux-Arts di Parigi, conferito da Alfred Pacquement del Centre Georges Pompidou.
Nel 2001 è invitato da Angela Vettese alla 52ª edizione del Premio Michetti, intitolata Adriatico: Le due sponde, presso il Museo Michetti di Francavilla al Mare. Nel 2006 partecipa a un workshop con Antoni Muntadas presso Viafarini a Milano, curato da Gabi Scardi.
Nel 2010 la casa editrice Logos pubblica una monografia a lui dedicata, Postumo al nulla, a cura di Francesco Poli e Massimo Carboni.
Nel 2011 è invitato al Padiglione Italia della 54ª Esposizione Internazionale d’Arte – La Biennale di Venezia, all’Arsenale, a cura di Vittorio Sgarbi.
Dal 2017 è docente di Plastica Ornamentale e Tecniche Plastiche Contemporanee presso l’Accademia di Belle Arti di Frosinone.
È noto per l’uso della termoformatura in polistirene, tecnica industriale impiegata nella sua pratica artistica a partire dagli anni Duemila, che ha contribuito a introdurre nel panorama dell’arte contemporanea.

## Opere
Il lavoro che Gino Sabatini Odoardi prosegue dagli inizi degli anni ‘90 è un lavoro di ricerca ed approfondimento estetico sulla vita e sull'arte. Ha indagato: il dogma (religioso e politico), la memoria, il concetto di postumo e il bicchiere (simbolo anti-simbolico, “uno spazio partigiano povero entro cui poter convivere senza dogmi o ideologie”).
La sua indagine attinge dal disagio, dall’insofferenza, dal malumore di essere al mondo inconsapevolmente: “Due sono le cose di cui non ti insegnano nulla a scuola: la nascita e la morte. La morte è inaccettabile e tutto il mio lavoro parte da lì, è come se la morte fosse un difetto fondamentale del mondo. Non puoi segnarla sull’agenda. Non ci sono risposte dogmatiche e religiose che mi consolano, così come non ci sono verità che mi confortano. Rompere gli equilibri è l’unico modo per porsi seriamente delle domande senza la pretesa di avere risposte”.
Gino Sabatini Odoardi ha percorso un tragitto iconografico partendo da forme semplici e oggetti di uso comune, come la piega che, secondo la visione dell’artista, nasconde linee e solchi che convergono con i fondamenti sostanziali della percezione, come luce e ombra, bianco e nero, interno e esterno, dispiegamenti che nelle loro illimitate combinazioni, rivelano le infinite conseguenze della vita, dove niente è chiaro e disvelato.
Noto soprattutto per la termoformatura in polistirene, un processo industriale che prevede oltre al riscaldamento ad alte temperature, anche una fase di sottovuoto e successivo raffreddamento. Questo processo consente di trasformare il polistirene sia meccanicamente che manualmente, solidificandolo nella sua forma finale in un gesto rapido e deciso di pochi secondi, senza possibilità di modifiche successive. Il materiale, indurendosi, registra minuziosamente tutte le increspature della superficie.
Un altro elemento distintivo è rappresentato dal colore: il bianco. Questo non-colore, può indicare l’inizio o la fine di un tutto, concepito dall’artista come indice di sottrazione che apre al possibile.

### Opere
- "Tra le pieghe"
- "Cortocircuiti"
- "Controindicazioni"
- "Il Bicchiere"
- "Disegni"

## Pubblicazioni

### Cataloghi
- Gino Sabatini Odoardi, Controindicazioni autori: Simonetta Lux, Domenico Scudero ed. Lithos (2003) (italiano) ISBN 88-86584-82-2
- The White Album ed. Galleria Oredaria (2005), ed. bilingue (italiano-inglese)
- Gino Sabatini Odoardi, Postumo al Nulla autori: Massimo Carboni, Francesco Poli ed. Logos (2010), ed. bilingue (italiano-inglese) ISBN 9788857601274
- Gino Sabatini Odoardi, Tra Le Pieghe del Dubbio autori: Adriana Polveroni, Claudio Libero Pisano ed. Maretti Editore (2023) (italiano-inglese) ISBN 9788893970815